# Armand Barbès
Armand Sigismond Auguste Barbès (Pointe-à-Pitre, 18 september 1809 - Den Haag, 26 juni 1870) was een Frans republikeins revolutionair, en een van de bekendste tegenstanders van de Julimonarchie. 
Hij speelde tweemaal een hoofdrol in de Franse politieke geschiedenis; beide keren liep zijn bemoeienis uit op een gerechtelijke veroordeling.

## Levenslang
Op 12 mei 1839 probeerden de republikeinen het bewind van koning Lodewijk Filips I van Frankrijk omver te werpen. Het boude optreden van Barbès hierbij leidde tot een veroordeling tot een levenslange gevangenisstraf. Na de revolutie van 1848 werd hij vrijgelaten.
Na zijn vrijlating leek Barbès zich aan te sluiten bij de wat gematigde revolutionairen, maar de drang zijn aartsvijand Auguste Blanqui tegen te zitten dreef hem allengs verder ter linkerzijde in het revolutionaire kamp. Op aanraden van Lamartine richtte Barbès de club de la Révolution op, eigenlijk met als voornaamste doel een tegenhanger te zijn van Blanqui's Société républicaine Centrale.

## Deportatie

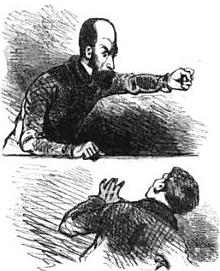
karikatuur van Barbès die in mei 1848 oproept tot een nieuwe republiek

Bij de verkiezingen voor de grondwetsamenstellende vergadering die op 23 april 1848 werden gehouden werd Barbès gekozen als vertegenwoordiger voor het departement Aude, waar hij uit afkomstig was, 
Zijn parlementaire carrière zou niet van lange duur blijken: op 15 mei 1848 werd de Assemblée Nationale bezet door manifestanten, die onder het voorwendsel een petitie aan de regering te willen geven om een grotere rol bij de bevrijding van Polen te spelen, het gebouw waren binnengedrongen. Barbès was aanvankelijk tegenstander van deze demonstratie, en probeerde tevergeefs de demonstranten te overtuigen weer naar huis te gaan, maar hij verloor enigszins zijn hoofd toen hij Blanqui in de burelen van de assemblée ontwaarde.
In een poging om als groot aanvoerder van de demonstratie gezien te worden, leidde hij toen de meute naar het Hôtel de Ville, en proclameerde aldaar een nieuwe, radicale republiek. Helaas voor hem waren de demonstranten wat minder vervuld van ultrarepublikeins élan: met het arriveren van de Nationale Garde vluchtten zij weg, en Barbès werd gearresteerd. Hij werd in april 1849 door het hooggerechtshof te Bourges berecht wegens het aanzetten tot staatsgreep en het oproepen tot burgeroorlog en werd veroordeeld tot deportatie.

## Ballingschap
Barbès week uit naar Nederland, waar hij met enkele onderbrekingen in Den Haag verbleef tot aan zijn dood, slechts enkele weken voor het einde van het Tweede Keizerrijk. Hij woonde in Den Haag aan de Plaats nr. 17, waar hij enkele kamers huurde. Hij werd daar bezocht door onder anderen zijn politieke vriend Louis Blanc en Charles Hugo, zoon van schrijver Victor Hugo, die over het bezoek schreef in zijn boek “Les hommes de l'exil”. Ook maakte Barbès in Den Haag kennis met onder meer de geschiedschrijver Godfried Quack, die veelvuldig over hem zou schrijven. Met de lokale bevolking onderhield Barbès nauwelijks contact.
Armand Barbès werd begraven op kerkhof Oud Eik en Duinen. Louis Blanc hield er een rede ten overstaan van enkele vrienden die uit Frankrijk waren overgekomen. Ook professor Quack was aanwezig. In 1892 zou Charles Floquet, voorzitter van de Franse Kamer van Afgevaardigden, tijdens een bezoek aan Den Haag een krans leggen op het graf van Barbès.

## Les Misérables

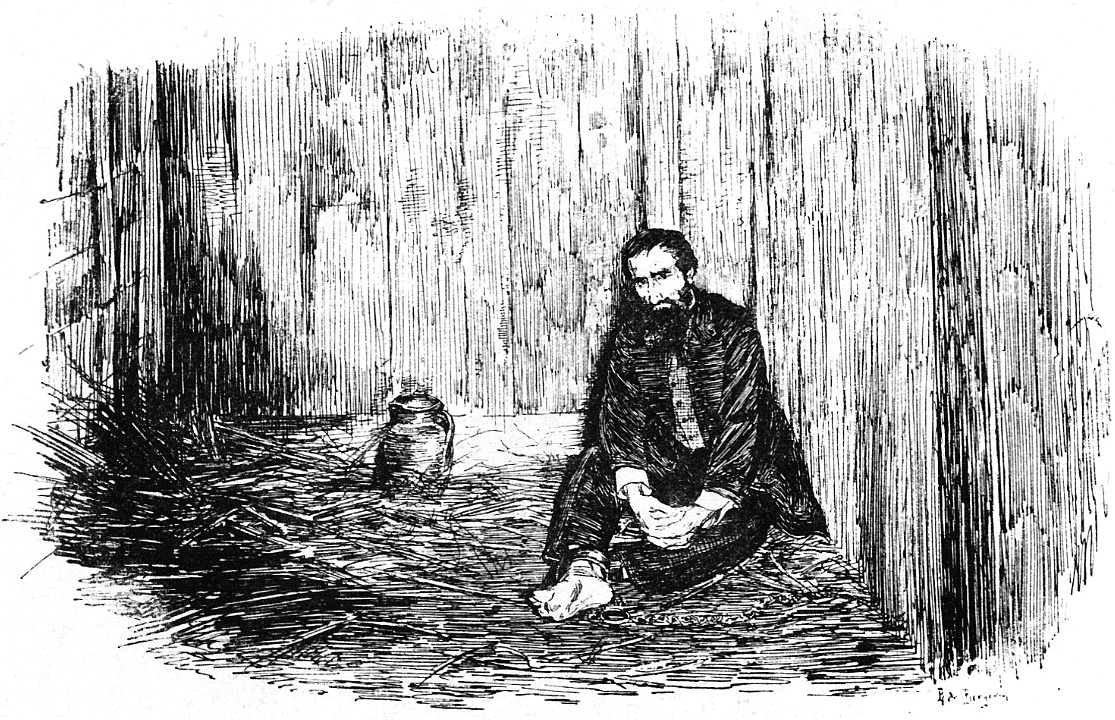
Armand Barbès in zijn gevangeniscel (1836) in Mont Saint-Michel

De heldhaftige personage Enjolras, in het boek Les Misérables, was door Victor Hugo gebaseerd op Armand Barbès.